# Kristin Chenoweth
Kristin Dawn Chenoweth (Broken Arrow, 24 juli 1968) is een Amerikaans actrice en zangeres. Ze won in 1999 een Tony Award voor haar rol als Sally Brown in de musical You're a Good Man, Charlie Brown. Chenoweth speelde van oktober 2003 tot juli 2004 Galinda/Glinda in de oorspronkelijke bezetting van de Broadwaymusical Wicked. Ze werd in zowel 2005 als 2006 samen met de gehele cast van The West Wing genomineerd voor een Screen Actors Guild Award. Ze werd zowel in 2008 als 2009 genomineerd voor een Emmy Award voor haar rol als Olive Snook in de televisieserie Pushing Daisies. In 2009 kreeg ze de Emmy Award ook echt. In 2015 kreeg ze een ster op de Hollywood Walk of Fame.
Chenoweth is naast actrice een zangeres met een sopraanbereik. Ze bracht in 2002 haar eerste cd uit, getiteld Let Yourself Go, en drie jaar later opvolger As I Am. Daarnaast zong ze onder meer twee van de liedjes op de soundtrack-cd van The West Wing en vijf op die van Pushing Daisies. In 2008 bracht ze een kerstalbum uit getiteld A Lovely Way To Spend Christmas.
Chenoweth bracht in april 2009 het boek A Little Bit Wicked: Life, Love, and Faith in Stages uit. Hierin verhaalt ze over onder meer haar adoptie en over haar leven in Hollywood.

## Filmografie
*Exclusief televisiefilms
| - Wicked (2024) - The Star (2017, stem) - My Little Pony: The Movie (2017, stem) - Class Rank (2017) - Hard Sell (2016) - The Peanuts Movie (2015, stem) - Strange Magic (2015, stem) - The Boy Next Door (2015) - The Opposite Sex (2014) - Rio 2 (2014) - Family Weekend (2013) - Hit and Run (2012) - You Again (2010) - 12 Men of Christmas (2009) - Into Temptation (2009) | - Four Christmases (2008) - Tinker Bell (2008) - Space Chimps (2008, stem) - Elmo's World: What Makes You Happy? (2007) - A Sesame Street Christmas Carol (2006) - Deck the Halls (2006) - Running with Scissors (2006) - Stranger Than Fiction (2006) - RV (2006) - The Pink Panther (2006) - Bewitched (2005) - Topa Topa Bluffs (2002) - Elmo's World: The Wild Wild West (2001) - Annie (1999) |

## Televisieseries
*Exclusief eenmalige gastrollen
- Trial & Error - Lavinia Peck-Foster (2018, tien afleveringen)
- BoJack Horseman - Vanessa Gekko (2014-2019, vijf afleveringen)
- Kirstie - Brittany Gold (2013-2014, twee afleveringen)
- The Good Wife - Peggy Byrne (2012, twee afleveringen)
- GCB (Good Christian Belles) - Carlene Cockburn (2012, tien afleveringen)
- Glee - April Rhodes (2009-2014, vijf afleveringen)
- Sit Down Shut Up - Miracle Grohe (2009, dertien afleveringen - stem)
- Pushing Daisies - Olive Snook (2007-2009, 22 afleveringen)
- The West Wing - Annabeth Schott (2004-2006, 34 afleveringen)
- Kristin - Kristin Yancey (2001, elf afleveringen)

## Discografie
- For the Girls (2019)
- The Art of Elegance (2016)
- Coming Home (Live) (2014)
- Some Lessons Learned (2011)
- A Lovely Way To Spend Christmas (2008)
- As I Am (2005)
- Let Yourself Go (2002)